# ジョン・ミルマン
ジョン・H・ミルマン（John H. Millman , 1989年6月14日 - ）は、オーストラリア・ブリスベン出身の元男子プロテニス選手。これまでにATPツアーでシングルス1勝を挙げている。身長183cm。右利き、バックハンド・ストロークは両手打ち。自己最高ランキングはシングルス33位、ダブルス165位。

## 選手経歴

### ジュニア時代
オーストリアのブリズベンの5人兄妹(うち4人が女の子)の男の子として生まれる。4歳からテニスを始める。学生時代はブリズベングラマースクールに通っていた。

### 2006年 プロ転向
ジュニアグランドスラムでは2006年全豪オープンで初出場。6月にニューカレドニアで開催されたジュニアの大会で初優勝。続くフィジーとニュージーランドで開催された大会でも優勝し、計3勝を挙げた。同年にプロに転向。

### 2008年 フューチャーズ初優勝
2008年10月にオーストリアのトララルゴンで開催されたITF男子サーキットのフューチャーズで初優勝を果たす。

### 2010年 チャレンジャー初優勝
2010年10月にアメリカ合衆国のサクラメントで開催されたATPチャレンジャーツアーでチャレンジャー初優勝を果たす。

### 2013年 グランドスラム初出場

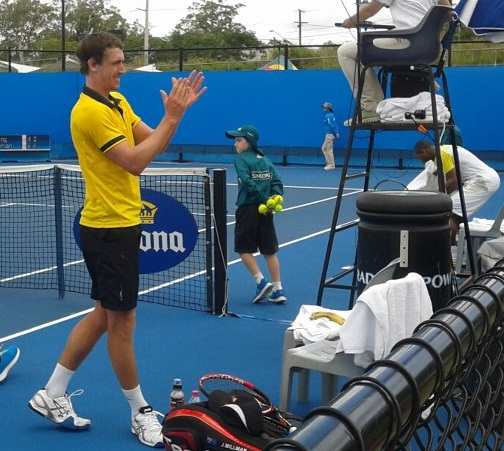
2013年ブリスベン国際でのジョン・ミルマン

2013年全豪オープン男子シングルスでグランドスラム初出場を果たす。この時は伊藤竜馬に4–6, 4–6, 6–3, 6–0, 5–7のフルセットで敗れた。

### 2014年 怪我に見舞われる
2013年3月を最後に右肩の手術を受けて、ATPツアーを1年近く離脱。その間にツイッターを通して復帰を約束する内容を投稿した。2014年6月には世界ランキングが1193位まで大幅に降下した。
プロテニス選手としての収入がなく、生計を立てるために証券会社でアルバイトをしていた。その後ATPチャレンジャーツアーで復帰して、世界ランキングを241位まで伸ばした。

### 2015年 トップ100入り

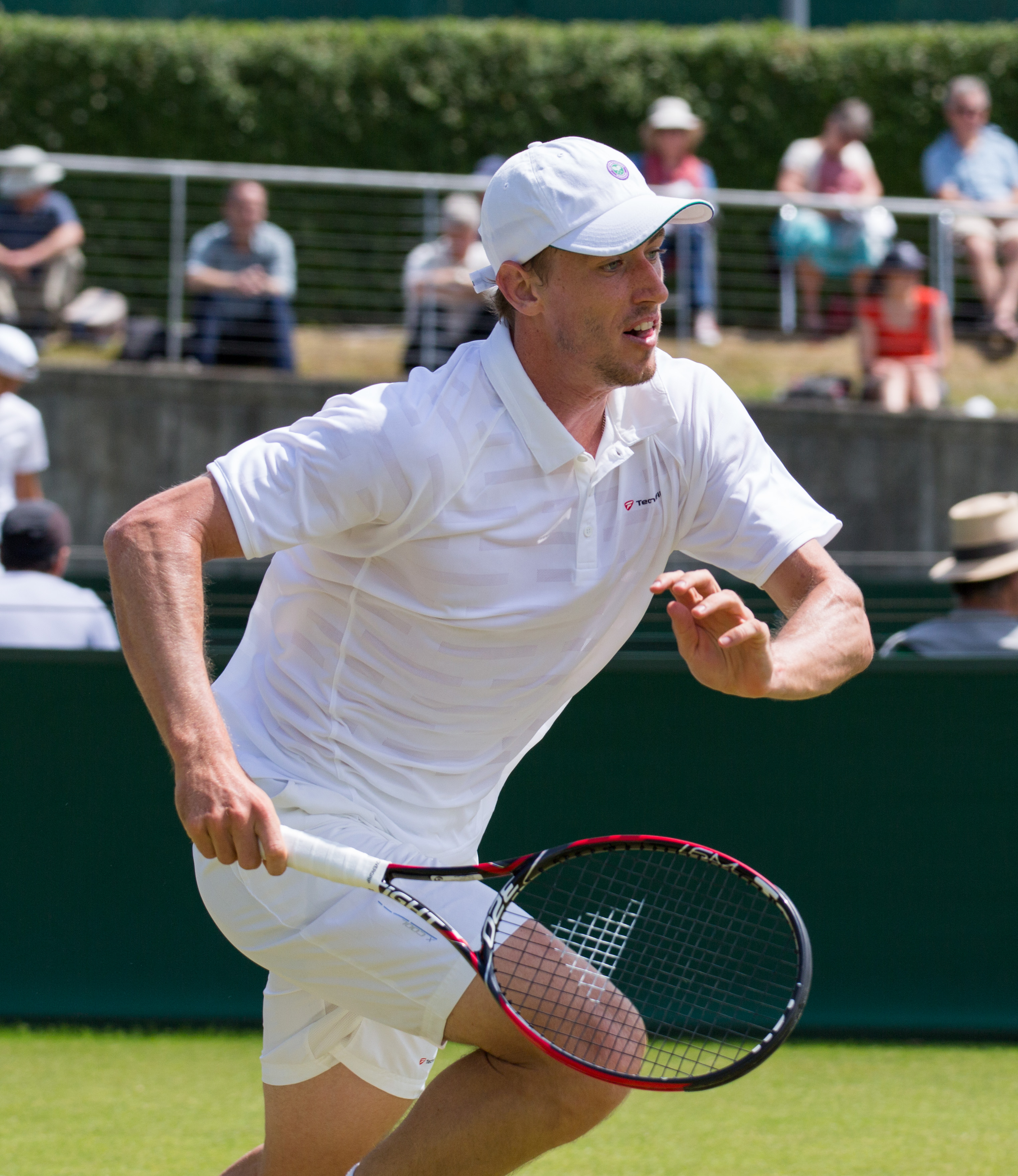
2015年ウィンブルドン選手権予選でのジョン・ミルマン

2015年ウィンブルドン選手権では1回戦で第19シードのトミー・ロブレドに6–2, 6–3, 6–4で勝利し、グランドスラム初勝利を挙げる。2回戦ではマルコス・バグダティスに7–6(5), 6–2, 3–6, 2–6, 4–6で逆転。この活躍で世界ランキングでトップ100入りを果たした。

### 2016年 リオ五輪ダブルベーグル勝利
2016年全豪オープンでは1回戦を相手のディエゴ・シュワルツマンの途中棄権で勝ち上がると、2回戦でジル・ミュラーに4–6, 6–4, 6–2, 4–6, 7–5で勝利し、初めてグランドスラム3回戦に進出。3回戦でオーストラリアの後輩バーナード・トミックに4–6, 6–7(4), 2–6で敗れた。
さらにウィンブルドン選手権でも2回戦で第26シードのブノワ・ペールに7–6(5), 6–3, 4–6, 6–2で勝利。3回戦では世界ランク2位のアンディ・マリーと対戦し、3–6, 5–7, 2–6で敗れた。
リオデジャネイロオリンピックでは1回戦でリカルダス・ベランキスを6–0, 6–0で破った。これはオリンピックでは史上初となるダブルベーグル (6–0, 6–0) である。2回戦で第4シードの錦織圭に6–7(4), 4–6で敗れた。ウィンストン・セーラム・オープンでは準々決勝で第1シードのリシャール・ガスケに7–5, 6–3で勝利し、自身初のツアーベスト4に進出。準決勝で第16シードのパブロ・カレーニョ・ブスタに4–6, 6–7(5)で敗れた。

### 2017年 デビス杯ベスト4
全仏オープンでは1回戦で第17シードのロベルト・バウティスタ・アグートに2-6, 2-6, 6-0, 1-6で1回戦敗退。ウィンブルドン選手権では1回戦で第4シードのラファエル・ナダルに1-6, 3-6, 2-6のストレートで初戦敗退したが、レキシントンで開催されたチャレンジャーでは準優勝。全米オープンでは1回戦で第14シードのニック・キリオスに6-3, 1-6, 6-4, 6-1で初戦突破。2回戦でマレク・ジャジリも破るも、3回戦のフィリップ・コールシュライバーに敗れた。
9月には母国オーストラリア代表として、デビスカップ2017に参戦。準決勝でベルギー代表のエースであるダビド・ゴファンに破れて、チームはベスト4入りで敗退。ホーチミン市でのチャレンジャーでは決勝でミハイル・ユージニーに敗れて準優勝。ホアヒンでのチャレンジャーでは優勝して、チャレンジャー9勝目を挙げた。年間最終ランキングは128位。

### 2018年 全米ベスト8
全豪オープンでは1回戦でボルナ・チョリッチに5-7, 4-6, 1-6で勝利する。2回戦ではダミル・ジュムールに5-7, 6-3, 4-6, 1-6で敗れた。ATPチャレンジャーツアーである京都チャレンジャーで優勝。続く横浜チャレンジャーでは2回戦の守屋宏紀戦を前に棄権した。マイアミ・オープンでは予選を通過して、2回戦で錦織圭に敗れた。
ハンガリー・オープンではATPツアーで初めて決勝進出を果たすも、決勝はマルコ・チェッキナートに4–6, 5–7で敗れた。フランスで開催されたエクス＝アン＝プロヴァンス・チャレンジャーでも優勝を果たした。全仏オープンでは1回戦で第24シードのデニス・シャポバロフに5-7, 4-6, 2-6のストレートで敗れた。
ウィンブルドン選手権では1回戦でステファノ・トラヴァーリャに6-7(8), 6-3, 7-5, 6-2で勝利。2回戦では第13シードのミロシュ・ラオニッチに6-7(4), 6-7(4), 6-7(4)の全セットタイブレークのフルセットで敗れた。
全米オープンでは2回戦で第14シードのファビオ・フォニーニ、3回戦でミハイル・ククシュキンらを破り、グランドスラム初の4回戦まで駒を進める。4回戦では第2シードのロジャー・フェデラーに3-6, 5-7, 6-7(7), 6-7(3)で勝利し、グランドスラム初のベスト8進出を果たす。準々決勝では第6シードのノバク・ジョコビッチに3-6, 4-6, 4-6のストレートで敗れたが、フェデラーを破る金星を挙げた。2018年10月15日の世界ランキングで自己最高の33位を更新。年間最終ランキングは38位。

### 2019年 ツアー2度目の決勝進出
ブリスベン国際では2回戦でグリゴール・ディミトロフに敗れたが、ダブルスではベスト4入りをした。シドニー国際では準々決勝でジル・シモンに敗退して、ベスト8入り。全豪オープンでは2回戦で第22シードのロベルト・バウティスタ・アグートに3-6, 1-6, 6-3, 7-6(6), 4-6のフルセットで惜敗した。
全仏オープンでは1回戦で第5シードのアレクサンダー・ズベレフに6-7(4), 3-6, 6-2, 7-6(5), 3-6のフルセットで敗れて、1回戦を突破できなかった。ウィンブルドン選手権では3回戦進出を果たした。3回戦ではサム・クエリーに6-7(3), 6-7(8), 3-6のストレートで敗れた。
全米オープンでは第2シードのラファエル・ナダルに3-6, 2-6, 2-6のストレートで初戦敗退。ATPチャレンジャーツアーである高雄チャレンジャーでは優勝を果たして、10月のジャパン・オープンでATPツアー500初の決勝進出を果たしたが、ノバク・ジョコビッチにストレートで敗れた。デビスカップ2018ではベスト8入りをして、シーズン終了。年間最終ランキングは48位。

### 2020年 ツアー初優勝 ATP杯ベスト4
ATPカップではオーストラリア代表として初出場。グループステージでカナダのフェリックス・オジェ＝アリアシムを破る活躍でチームはベスト4入りを果たした。
2020年全豪オープンでは3回戦では第3シードのフェデラーに6-4, 6-7(2), 4-6, 6-4, 6-7(8)のフルセットの末に敗れた。
その後は新型コロナウイルス感染症の世界的流行の影響によって、ツアーが一時中断された。
ツアー再開後のウエスタン・アンド・サザン・オープンでは2回戦でジョン・イズナーに敗退。全米オープンでは1回戦で第22シードのニコロズ・バシラシビリを1-6, 4-6, 4-6のストレートで勝利するも、2回戦ではフランシス・ティアフォーに6-7(6), 6-3, 6-1, 3-6, 3-6のフルセットの熱戦の末に敗退。全仏オープンでは1回戦で第17シードのパブロ・カレーニョ・ブスタに3-6, 2-6, 5-7のストレートで敗れたが、11月にヌルスルタンで行われたアスタナ・オープンでは決勝でアドリアン・マナリノを7–5, 6–1で破り、ツアー初優勝を飾った。年間最終ランキングは38位。

### 2021年 東京五輪出場
ATPカップでは2年連続で出場するもラウンドロビン敗退。
全豪オープンでは1回戦でフルセットの末に敗退した。2021年全仏オープンは欠場。ウィンブルドン選手権では1回戦で第8シードのロベルト・バウティスタ・アグートに2-6, 6-3, 3-6, 6-7(4)で敗れた。
東京2020オリンピックではオーストラリア代表もして、シングルスでは1回戦でロレンツォ・ムゼッティを破るも、2回戦でアレハンドロ・ダビドビッチ・フォキナに敗退。ダブルスではルーク・サビルと組み、オーストリア代表のオリバー・マハラ/フィリプ・オスワルト組に1回戦敗退。
2021年全米オープンは1回戦敗退。ソフィア・オープンではベスト8入り。BNPパリバ・オープンでは2回戦でヤニック・シナーに敗退した。クレムリン・カップとサンクトペテルブルク・オープンでもベスト8入りするも、カレン・ハチャノフとテイラー・フリッツにそれぞれ敗れた。パリ・マスターズではディエゴ・シュワルツマンに敗れて、シーズン終了。年間最終ランキングは72位。

### 2022年
全豪オープンでは1回戦でフェリシアーノ・ロペスを6-1, 6-3, 4-6, 7-5で勝利。2回戦では第3シードのアレクサンダー・ズベレフに4-6, 4-6, 0-6のストレートで惨敗した。
デルレイビーチ・オープンでは準々決勝でグリゴール・ディミトロフを下して、ベスト4入り。準決勝ではライリー・オペルカに6-7(8), 7-6(3), 6-7(4)の全セットタイブレークの大熱戦の末に惜敗。

## ATPツアー決勝進出結果

### シングルス: 3回 (1勝2敗)
| 大会グレード                    |
| グランドスラム (0–0)            |
| ATPファイナルズ (0–0)           |
| ATPツアー・マスターズ1000 (0–0) |
| ATPツアー500 (0–1)              |
| ATPツアー250 (1–1)              |

| サーフェス別タイトル |
| ハード (1–1)         |
| クレー (0–1)         |
| 芝 (0–0)             |
| カーペット (0–0)     |

| 結果   | No. | 決勝日        | 大会         | サーフェス    | 対戦相手               | スコア   |
| ------ | --- | ------------- | ------------ | ------------- | ---------------------- | -------- |
| 準優勝 | 1.  | 2018年4月29日 | ブダペスト   | クレー        | マルコ・チェッキナート | 4–6, 5–7 |
| 準優勝 | 2.  | 2019年10月6日 | 東京         | ハード        | ノバク・ジョコビッチ   | 3–6, 2–6 |
| 優勝   | 1.  | 2020年11月1日 | ヌルスルタン | ハード (室内) | アドリアン・マナリノ   | 7–5, 6–1 |

## 成績
略語の説明
| W | F | SF | QF | #R | RR | Q# | LQ | A | Z# | PO | G | S | B | NMS | P | NH |

W=優勝, F=準優勝, SF=ベスト4, QF=ベスト8, #R=#回戦敗退, RR=ラウンドロビン敗退, Q#=予選#回戦敗退, LQ=予選敗退, A=大会不参加, Z#=デビスカップ/BJKカップ地域ゾーン, PO=デビスカップ/BJKカッププレーオフ, G=オリンピック金メダル, S=オリンピック銀メダル, B=オリンピック銅メダル, NMS=マスターズシリーズから降格, P=開催延期, NH=開催なし.

### 4大大会シングルス
| 大会           | 2009 | 2010 | 2011 | 2012 | 2013 | 2014 | 2015 | 2016 | 2017 | 2018 | 2019 | 2020 | 2021 | 通算成績 |
| -------------- | ---- | ---- | ---- | ---- | ---- | ---- | ---- | ---- | ---- | ---- | ---- | ---- | ---- | -------- |
| 全豪オープン   | Q2   | Q3   | Q2   | Q1   | 1R   | A    | 1R   | 3R   | A    | 2R   | 2R   | 3R   | 1R   | 6–7      |
| 全仏オープン   | A    | Q2   | A    | A    | A    | A    | Q1   | 1R   | 1R   | 1R   | 1R   | 1R   |      | 0–5      |
| ウィンブルドン | A    | Q1   | Q1   | A    | A    | A    | 2R   | 3R   | 1R   | 2R   | 3R   | NH   |      | 6–5      |
| 全米オープン   | A    | Q3   | A    | A    | A    | A    | 1R   | 1R   | 3R   | QF   | 1R   | 2R   |      | 7–6      |

### 大会最高成績
| 大会                 | 成績 | 年               |
| -------------------- | ---- | ---------------- |
| ATPファイナルズ      | A    | 出場なし         |
| インディアンウェルズ | 2R   | 2016, 2022       |
| マイアミ             | 2R   | 2016, 2018, 2019 |
| モンテカルロ         | 2R   | 2021             |
| マドリード           | 2R   | 2019, 2021       |
| ローマ               | 2R   | 2020, 2021       |
| カナダ               | 2R   | 2019, 2021       |
| シンシナティ         | 2R   | 2016, 2020       |
| 上海                 | 2R   | 2019             |
| パリ                 | 1R   | 2018, 2020       |
| オリンピック         | 2R   | 2016, 2021       |
| デビスカップ         | SF   | 2017             |
| ATPカップ            | SF   | 2020             |